# 야스다 고지로
야스다 고지로(일본어: 安田 虎士朗, 2003년 8월 14일~)는 일본의 축구 선수이다.

## 구단 경력
그는 2019년까지 J3리그의 FC 도쿄 U-23에서 뛰었다. 2021년 J1리그의 FC 도쿄에 입단했다. 2023년 J2리그의 도치기 SC로 임대 이적했다. 2024년 FC 도쿄로 복귀했다. 2024년 3월 J3리그의 테게바자로 미야자키로 이적했다.